# Listen (software)
Listen è un lettore multimediale libero per il desktop environment GNOME scritto in linguaggio Python con le librerie GTK+.
È pubblicato con una licenza GNU General Public License.

## Caratteristiche
Listen permette di gestire facilmente la libreria di musica presente sul proprio computer.
Implementa molte funzioni tra le quali:
- il supporto alla gestione dei podcast;
- il supporto per le radio web Shoutcast;
- il download automatico e la visualizzazione del testo della canzone in esecuzione;
- il recupero di informazioni sull'artista, album o traccia da Wikipedia;
- il recupero delle copertine degli album da Amazon.com o Google;
- il recupero di informazioni da Last.fm;
- la creazione di una lista di esecuzione dinamica;
- il supporto per iPod;